# Opodiphthera juriaansei
Opodiphthera juriaansei är en fjärilsart som beskrevs av Van Eecke 1933. Opodiphthera juriaansei ingår i släktet Opodiphthera och familjen påfågelsspinnare. Inga underarter finns listade i Catalogue of Life.